# Die neue linie

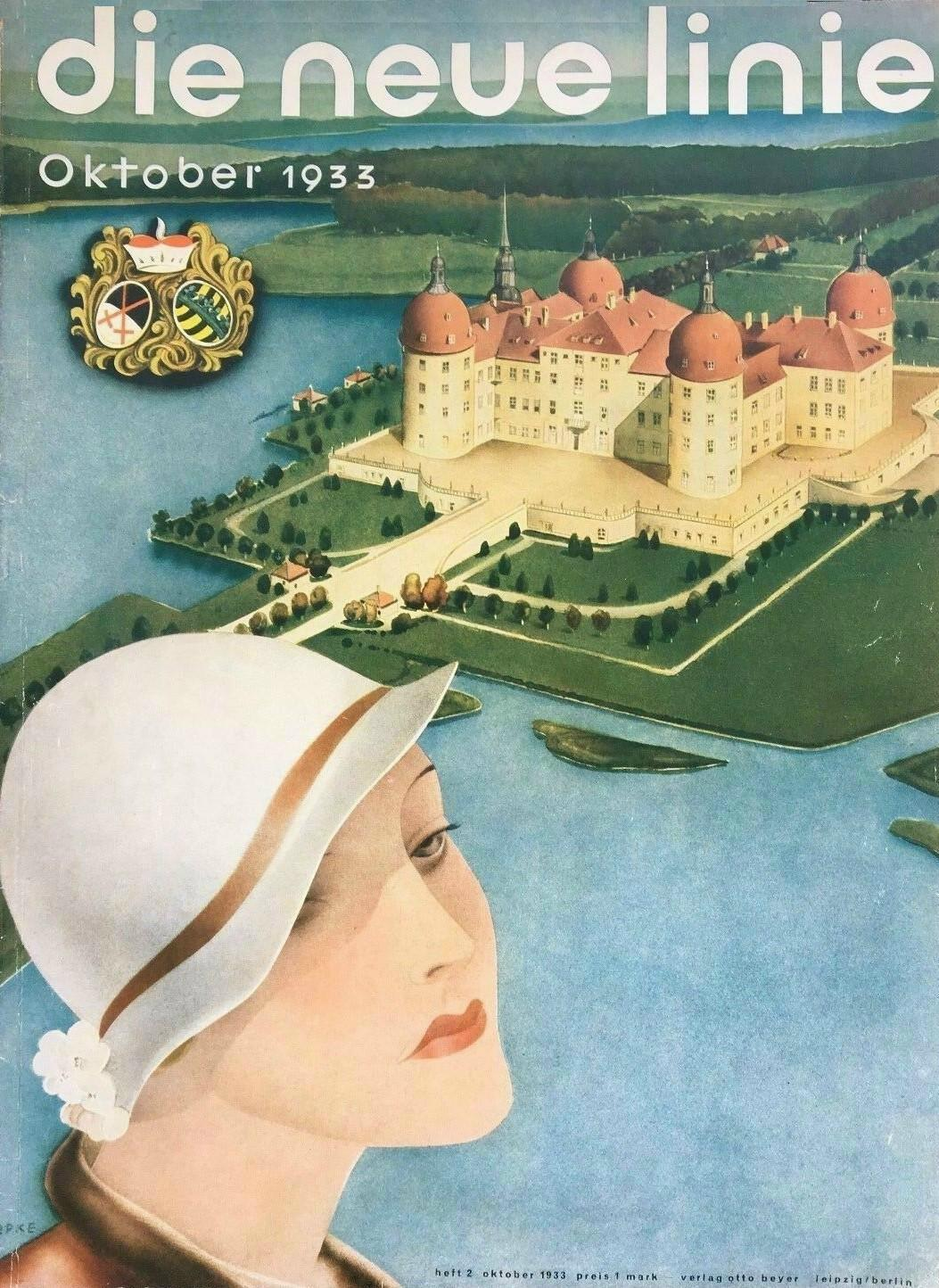
Ausgabe Oktober 1933, gestaltet von Otto Arpke. Im Hintergrund Schloss Moritzburg (Sachsen)

die neue linie war der Name der ersten deutschen Lifestyle-Zeitschrift, die zwischen 1929 und 1943 im Leipziger Verlag Otto Beyer erschien und ein – zur damaligen Zeit – radikal neues Konzept darbot. Der Herausgeber der neuen linie  war Bruno Erich Werner. In enger Zusammenarbeit mit dem Verleger Arndt Beyer (Sohn vom Verlagsgründer Otto Beyer) huldigte das Blatt der neuen anspruchsvollen Lebensart und thematisierte neben Mode und Literatur vor allem Trends in den Bereichen Reise, Technik und Architektur – speziell aus Bauhaussicht. Es richtete sich vor allem an die intellektuelle und modebewusste Oberschicht, insbesondere aber an die Frau. Das aufwändige Konzept der Illustrierten, das von Künstlern des Bauhauses kreiert wurde, sowie der stolze Preis von einer Reichsmark führten dazu, dass das Blatt vom Verlag querfinanziert werden musste; es galt als Prestigeobjekt des Verlages. Die Schriftleitung befand sich in Berlin, Charlottenstraße 74/75. Für Mode war Hedwig Stock und für Handarbeiten Margarete Lang zuständig. Klischeeherstellung und Druck erfolgten bei der Firma Oscar Brandstetter in Leipzig. Insgesamt erschienen 163 Ausgaben mit einer Auflage von jeweils 40.000 Exemplaren.

## Die Erstausgabe
Als die Zeitschrift im September 1929 als Nachfolger des Modemagazins Frauen-Mode am Kiosk erschien, erregte sie mit ihrer Aufmachung Aufsehen. Bereits der kleingeschriebene in nackten Lettern statt der biederen Schreibschrift verfasste Titel war ungewöhnlich, ebenso die Gestaltung des Textes, der in der vom Bauhauskünstler Herbert Bayer entwickelten serifenlosen Universal-Schrift gesetzt wurde. Neben Bayer prägte der Künstler und frühere Bauhauslehrer László Moholy-Nagy mit seinen großzügigen Montagen aus Schwarzweißfotos und Farbflächen das Erscheinungsbild.
Den Titel der Erstausgabe ziert eine Frau in modischem Mantel und im stilisierten Ambiente moderner Architektur, die mit dem Rücken zum Betrachter durch ein Fenster auf eine winterliche Berglandschaft blickt. Inhaltlich bot das Magazin u. a. Ansichten des Architekten Walter Gropius, Designstudien von Marcel Breuer sowie Kostümentwürfe von László Moholy-Nagy.
In den Jahren 1929 bis 1938 bestimmten vorrangig hochwertige Modezeichnungen und Modefotografien den Inhalt des Magazins. Berichte über Persönlichkeiten des Theaters in Berlin, Dresden und München wie z. B. Carl Zuckmayer, Fritzy Massary und Carola Neher sowie Prominente der internationalen Kunstszene durchzogen sämtliche Ausgaben. Abgerundet wurden die Ausgaben durch unterhaltsame Reiseberichte, oftmals vom Herausgeber Bruno E. Werner selbst geschrieben und mit eigenen Fotografien illustriert.

## Zeit während des Nationalsozialismus
Trotz der Machtübernahme durch die Nationalsozialisten und der damit verbundenen medialen Gleichschaltung von 1933 genoss das unpolitische Blatt die Gunst der Nationalsozialisten. Man wollte seitens der Machthaber anfänglich eine offene vielfältige Kulturpolitik suggerieren, ging aber später dazu über, die Inhalte „schleichend“ zu verändern, bis man in den Kriegsjahren fast ausschließlich deutsche Produkte und Ideale beschrieb. So zeigte man in der April-Ausgabe des Jahres 1937 den damaligen Präsidenten der Reichsschrifttumskammer (RSK) Hanns Johst in Militäruniform neben seiner Ehefrau und folgte anschließend einer allgemeinen Tendenz in Richtung Nationalismus.
Herbert Bayer, der 26 Titelbilder des Magazins kreiert hatte, emigrierte aus Wut über seine eingeschränkten kreativen Möglichkeiten und das „niedrige von Hitler diktierte Niveau“ 1938 in die Vereinigten Staaten, so dass die Zeitschrift einen wichtigen Mitarbeiter verlor. Ab 1939 fanden in der neuen linie fast nur noch deutsche Reiseziele, später ausschließlich deutsche Produkte Erwähnung, bis das Blatt völlig zum Erfüllungsorgan der NS-Politik verkam und im März 1943 wegen Papiermangels eingestellt wurde.